# Fußball Sportverein 1926 Fernwald
Fußball Sportverein 1926 Fernwald é uma agremiação esportiva alemã, fundada a 30 de março de 1926, sediada em Fernwald, no estado de Hessen.

## História
Foi estabelecido como FSV Steinbach em 1926. Em 1935, o clube desapareceu quando foi dissolvido na Turn-und Sport-Gemeinde Steinbach ao lado de várias outras associações da área por conta das motivações políticas dos nazistas. O FSV reemergiu como um clube independente, após a Segunda Guerra Mundial em maio de 1949.
Depois de décadas como um time local, foi promovido para a Landesliga Hesse-Mitte (V), em 1992, onde iria competir até a ser rebaixado no final da temporada 2000-01. Steinbach recuperou seu maior sucesso, em 2005, com um título na Landesliga com uma vitória por 2 a 1 sobre o TSV Eintracht Stadtallendorf na rodada final da temporada para ganhar a promoção para a Oberliga Hessen (IV), a mais alta classe do amador.
A 8 de dezembro de 2006, a associação votou para mudar o nome do clube, FSV 1926 Fernwald, partir de 1º de julho de 2007. Steinbach é um dos três municípios junto a Albach e Annerod que compõem Fernwald.

## Títulos

### Liga
- Landesliga Hessen-Mitte (V)
  - Campeão: 2005
- Bezirksoberliga Gießen-Marburg Süd
  - Campeão: 2003

## Cronologia recente
| Temporada | Divisão                            | Módulo | Posição |
| 1999–2000 | Landesliga Hessen-Mitte            | V      | 4º      |
| 2000–01   | Landesliga Hessen-Mitte            | V      | 14º ↓   |
| 2001–02   | Bezirksoberliga Gießen-Marburg Süd | VI     | 8º      |
| 2002–03   | Bezirksoberliga Gießen-Marburg Süd | VI     | 1º ↑    |
| 2003–04   | Landesliga Hessen-Mitte            | V      | 5º      |
| 2004–05   | Landesliga Hessen-Mitte            | V      | 1º ↑    |
| 2005–06   | Hessenliga                         | IV     | 15º     |
| 2006–07   | Hessenliga                         | IV     | 7º      |
| 2007–08   | Hessenliga                         | IV     | 11º     |
| 2008–09   | Hessenliga                         | V      | 12º     |
| 2009–10   | Hessenliga                         | V      | 13º     |
| 2010–11   | Hessenliga                         | V      | 9º      |
| 2011–12   | Hessenliga                         | V      | 3º      |
| 2012–13   | Hessenliga                         | V      | º       |